# Susuz Yaz
Susuz Yaz je turški črno-beli dramski film iz leta 1963, ki ga je režiral in koproduciral Metin Erksan ter tudi zanj napisal scenarij skupaj s Kemalom İncijem in İsmetom Soydanom, temelji na istoimenskem kratkem romanu Necatija Cumalıja iz leta 1962. V glavnih vlogah nastopajo Hülya Koçyiğit, Erol Taş, Ercan Yazgan, Hakkı Haktan, Zeki Tüney, Alaattin Altıok, Niyazi Er, Ulvi Doğan in Yavuz Yalınkılıç. Zgodba prikazuje pridelovalca tobaka Osmana (Taş), ki zajezi reko za namakanje svojega pridelka in tudi uničenje tekmecev, tudi brata Hasana (Dogan). Oba sta zaljubljena v lepo Bahar (Koçyiğit) in se borita za naklonjenost, spor se konča tragično.
Film je bil premierno prikazan leta 16. decembra 1963 v turških kinematografih in naletel je na dobre ocene kritikov. Na Mednarodnem filmskem festivalu v Berlinu je kot prvi turški film osvojil glavno nagrado zlati medved, na Beneškem filmskem festivalu pa je osvojil nagrado Biennale. Izbran je bil za turškega kandidata za oskarja za najboljši tujejezični film na 37. podelitvi oskarjev, toda ni prišel v ožji izbor. Vseeno je film približal turško kinematografijo globalnemu občinstvu. Nadaljuje s temo posesivnosti, o kateri govori že Eksanov prejšnji film Yılanların öcü. Film je turško ministrstvo za notranje zadeve prepovedalo zaradi namigovanja na Baharjino zvezo z bratom svojega moža po njegovi smrti in tudi zaradi strahu, da bi negativno prikazoval turško družbo.

## Vloge
- Erol Taş kot Osman
- Ulvi Dogan kot Hasan
- Hülya Koçyiğit kot Bahar
- Alaettin Altiok
- Hakki Haktan
- Zeki Tüney
- Yavuz Yalinkiliç